# Музей пива «Очаково»
Музей пива «Очаково» в Москві - один з трьох російських  музеїв пива.
Відкрився 29 липня 2005 року при  Московському пиво-безалкогольному комбінаті «Очаково». Ідея створення Музею належить президенту компанії Олексію Кочетову. У музеї представлено близько 300 експонатів, пов'язаних з історією  пива, з традиціями російського, особливо  московського пивоваріння. У числі інших - ікона Миколи Чудотворця (здавна на Русі вважалося покровителем пивоварів), подарована комбінату старожилами одного з сіл на півдні Воронезької області .
З 1 вересня 2005 року музей відкрито для широкого кола відвідувачів. Екскурсії платні (150 руб для дорослих), за попереднім записом. Відвідувачам пропонуються також екскурсії на територію пиво-безалкогольного комбінату «Очаково» та дегустація продукції заводу.